# St. Ulrich (Hohenbachern)

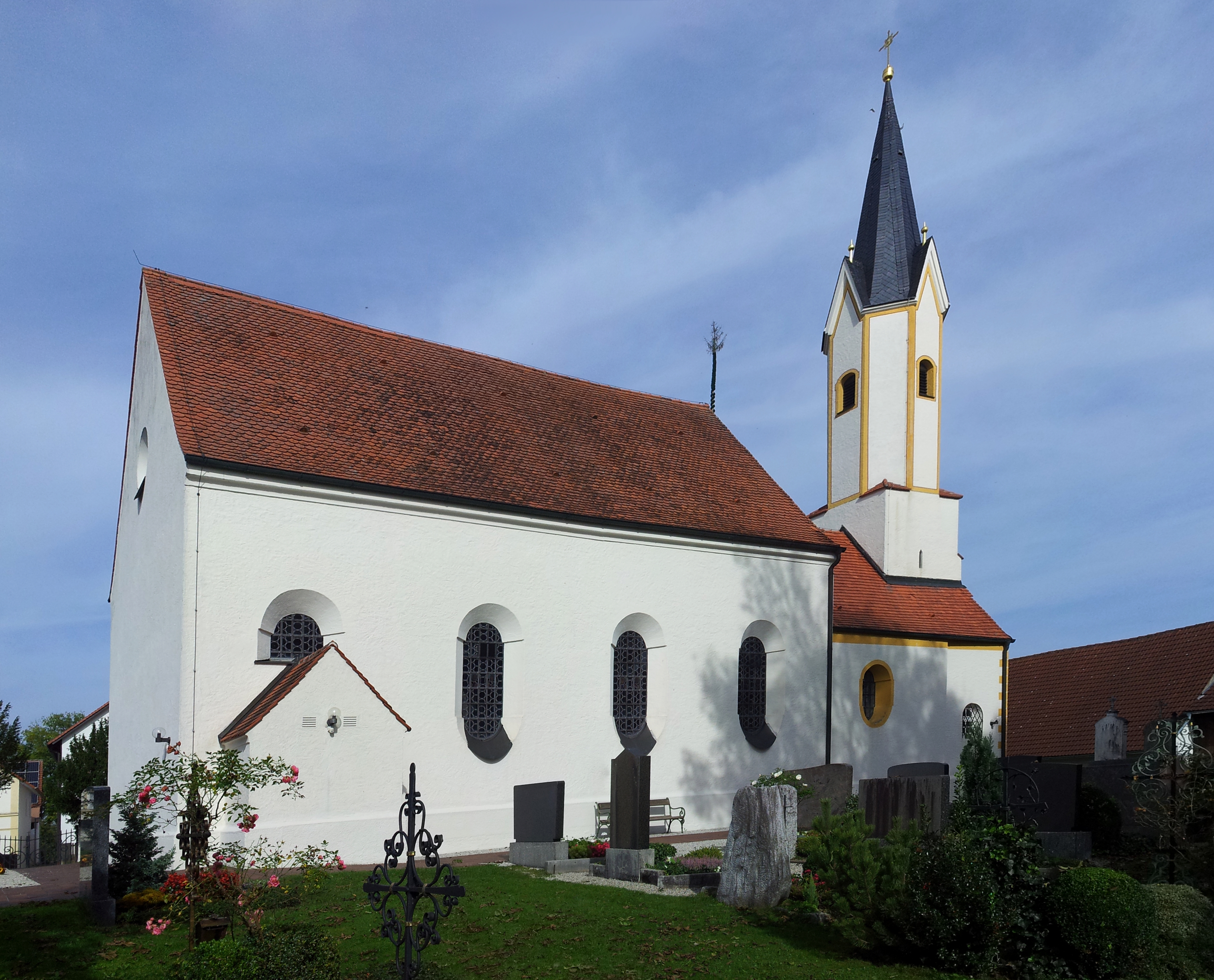
Filialkirche St. Ulrich

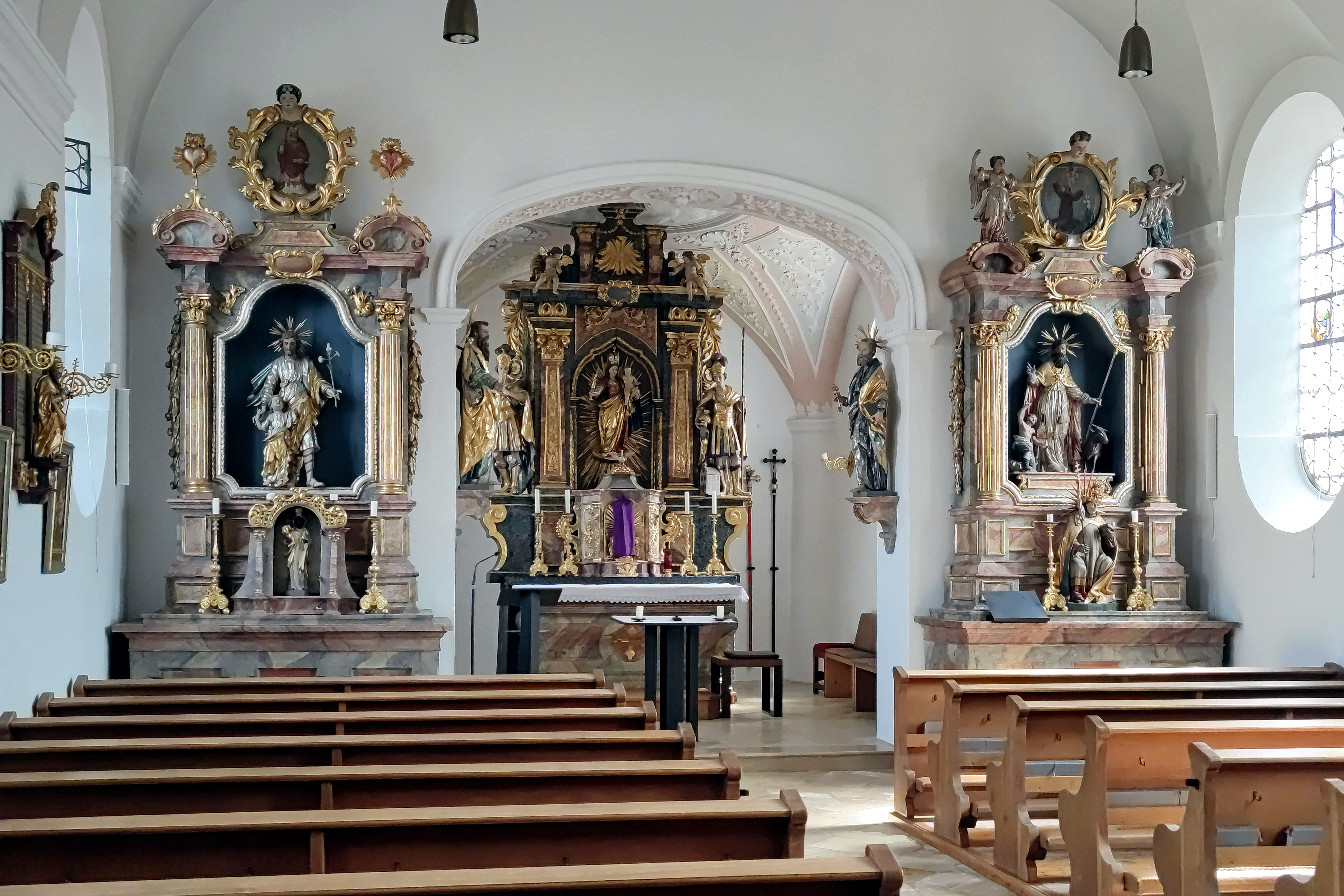
Filialkirche St. Ulrich: Innenraum

Die Filialkirche St. Ulrich ist die Kirche des Freisinger Ortsteils Hohenbachern. Sie gehört zur Stadtpfarrei St. Jakob in Vötting. Die erste Kirche in Hohenbachern wurde laut der Chronik von Karl Meichelbeck im Jahr 759 von Bischof Joseph von Verona geweiht. Auch in späteren Jahren wurde eine Kirche erwähnt. 826 ist von einer „basilica ad Pacharom“, 1305 von „Hohenpacharn“, 1449 von „Großpachern“ die Rede. Ab 1157 war die Kirche dem nahegelegenen Kloster Weihenstephan unterstellt.
Der heutige Kirchenbau stammt im romanischen Kern (dem Altarraum) noch aus dem  Mittelalter. 1630 wurden eine Sakristei und ein Zwiebelturm angebaut. Am Anfang des 18. Jahrhunderts erhielt die Kirche ein neues Langhaus. Nachdem die Kirche St. Jakob in Vötting im Zuge der Säkularisation in Bayern 1803 abgerissen worden war, diente zunächst die Klosterkirche Weihenstephan als Pfarrkirche der Gemeinde. Nachdem diese allerdings wenige Jahre später ebenfalls abgebrochen wurde, war die Kirche in Hohenbachern das Zentrum der Gemeinde. Erst nachdem die neue St.-Jakobs-Kirche in Vötting 1857 geweiht und zur Pfarrkirche erhoben wurde, endete dieser Abschnitt. Am 2. Juli 1826 verwüstete ein Großbrand Teile der Ortschaft. Die dabei zerstörte Kirchturmkuppel wurde durch eine neue kupferne Spitzhaube ersetzt. Bei einem Umbau 1906 wurde das Langhaus verlängert und zugleich eine Orgelempore eingebaut.
Der seit 1972 im Pfarrhaus von Hohenbachern wohnende Theologe Johannes Gründel betreute bis zu seinem Tod 2015 die Kirchengemeinde ehrenamtlich.
Die neue Orgel wurde von Josef Pferdt aus Isny im Allgäu erbaut und am Pfingstsonntag 2023 eingeweiht. Sie löst die Nenninger-Orgel von 1958 ab.